# موریکه ساکو
موریکه ساکو (انگلیسی: Morike Sako؛ زادهٔ ۱۷ نوامبر ۱۹۸۱) بازیکن فوتبال اهل فرانسه است.
از باشگاه‌هایی که در آن بازی کرده‌است می‌توان به باشگاه فوتبال روچدیل، باشگاه فوتبال سن پائولی، باشگاه فوتبال تورکی یونایتد، و باشگاه فوتبال آرمینیا بیله‌فلد اشاره کرد.